# بلدغ
البُلْدُغ أو الكلب الفُرني أو كلب القَصَّابين أو الكلب الدِّرواسي أو كلب الثور (بالإنجليزية: Bulldog)‏ يعرف أيضًا باسم البلدغ الإنجليزي أو البلدغ البريطاني، سلالة متوسطة الحجم من الكلاب. تتسم بعضلاتها وقوة بنيتها ووجهها المجعد وأنفها الأفطس المميّز. أشرفت أندية ذا كنل كلوب (المملكة المتحدة)، وأمريكان كنل كلوب (الولايات المتحدة)، ويونايتد كنل كلوب (الولايات المتحدة) على سجلات تربية السلالة.
لطالما ارتبط البلدغ بالثقافة البريطانية، فكتبت البي بي سي: بالنسبة للكثيرين البلدغ هو أيقونة وطنية، ترمز للنهش والعزم. أثناء الحرب العالمية الثانية، غالباً ما شُبٌه رئيس الوزراء البريطاني ونستون تشرشل في تحديه لألمانيا النازيةبالبلدغ. تشكل نادي ذا بلدغ كلب (إنجلترا) في عام 1878، ونادي ذا بلدغ كلب أوف أميركا في أمريكا سنة 1890.

## مظهر خارجي

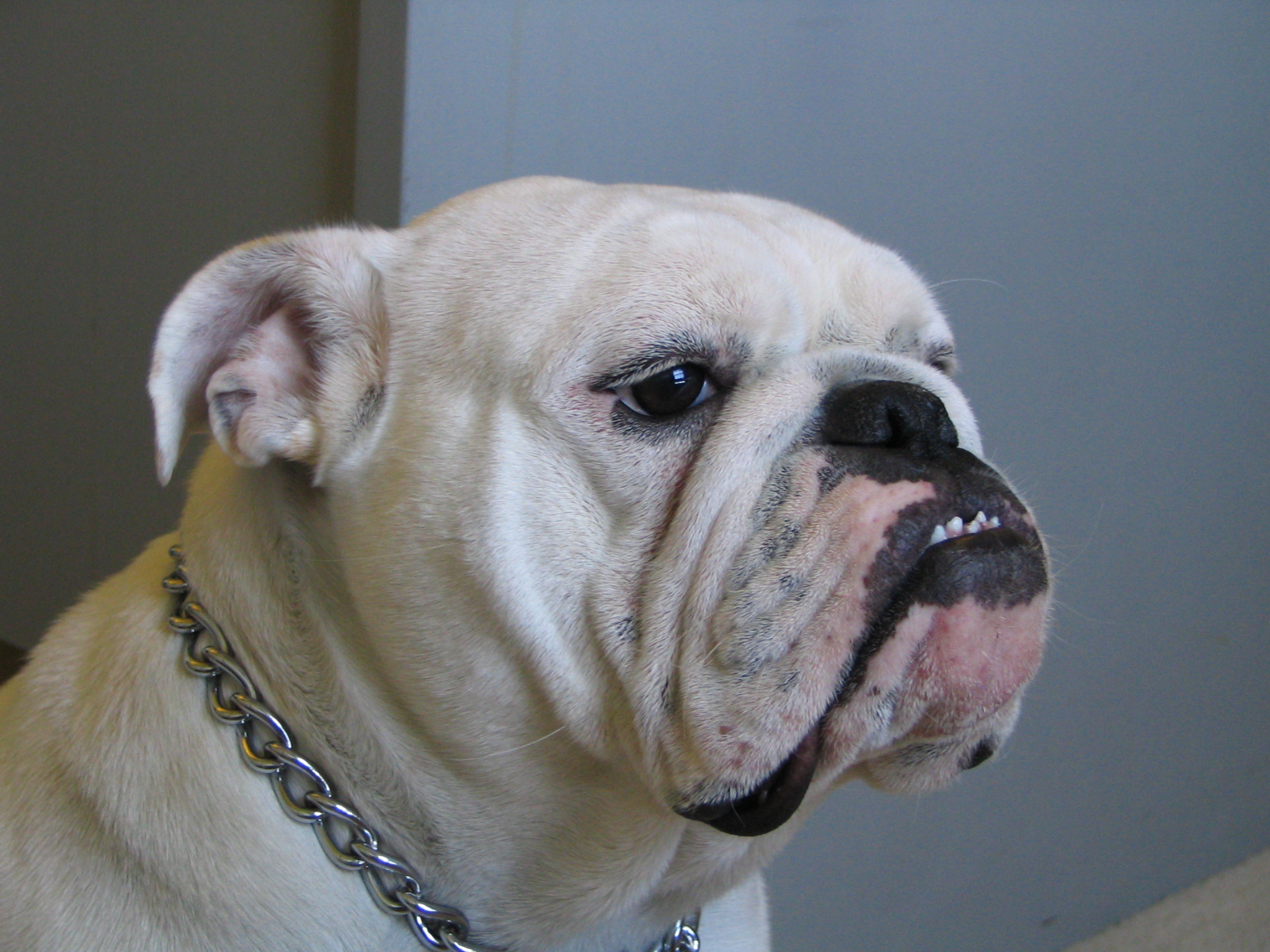
مثال على سلالات بولدوج يبلغ من العمر 4 سنوات، منظر جانبي. لاحظ "الحبل" على الأنف، وضوحا أسفل العضة.

يتميز البلدغ بعرض رأسه وأكتافه إلى جانب بروز واضح للفك السفلى. لديه بشكل عام ثنايا جلدية سميكة على الحاجب؛ وعيون مستديرة وسوداء وواسعة؛ ووجه قصير ذو ثنايا مميزة فوق الأنف؛ وجلد مترهل تحت الرقبة. وشفاه متدلية وأسنان مدببة، وعضة سفلية (تقدم الأسنان السفلية عن الأسنان العلوية) بفكه المقلوب. فروه قصير ومسطح وأملس بالألوان الأحمر، والأبيض، والبني الشاحب المصفر الفاتح (Fawn)، ومختلط الألوان (brindle)، والأبقع (piebald).
يتراوح وزن السلالة بالمعايير البريطانية بين 55 رطلاً (25 كجم) للذكور و50 رطلاً (23 كجم) للإناث. وفي الولايات المتحدة، يزن الذكر البالغ النموذجي 50 رطلاً (23 كجم)، بينما تزن الإناث البالغة حوالي 40 رطلاً (18 كجم). ويرى نادي بلدغ الأمريكي بأن متوسط وزن كلب بلدغ 40-50 رطلاً (18-23 كجم).[بحاجة لمصدر]
البلدغ من السلالات القليلة التي لها ذيل قصير بشكل طبيعي ويكون إما مستقيمًا أو مشدودًا أو رفيعًا وبالتالي لا يتم قصه أو تثبيته كما هو الحال مع بعض السلالات الأخرى. الذيل المستقيم هو الذيل المرغوب فيه أكثر وفقًا لمعيار السلالة التي حددتها BCA إذا كان متجهًا للأسفل وليس للأعلى.[بحاجة لمصدر]

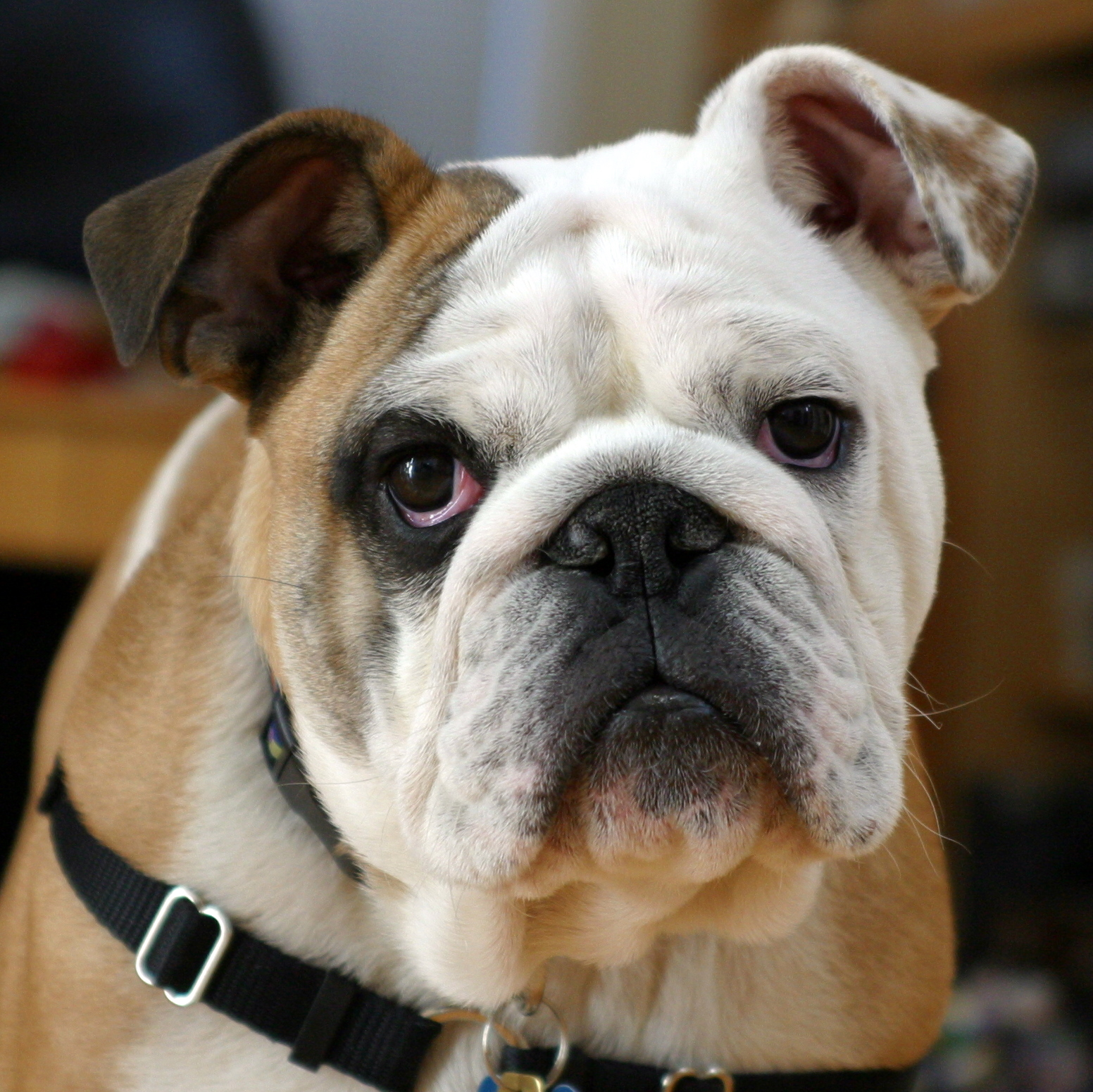
جرو بولدوج يبلغ من العمر ستة أشهر من سلالات بطل AKC

## طبع
وفقًا لنادي نادي بيت الكلب الأمريكي، يجب أن يكون تصرف بولدوج «عادلًا ولطيفًا وحازمًا وشجاعًا (ليس شريرًا أو عدوانيًا)، ويجب أن يكون السلوك سلميًا وكريمًا. يجب أن يتم قبول هذه السمات من خلال التعبير والسلوك».
عمل المربون على تقليل / إزالة العدوانية من هذه الكلاب. معظمهم يتمتعون بطابع ودود وصبور ولكن عنيد. يتم التعرف على البلدغ كحيوانات أليفة عائلية ممتازة بسبب ميلها إلى تكوين روابط قوية مع الأطفال.
بشكل عام، تشتهر بلدغ بالتوافق مع الأطفال والكلاب الأخرى والحيوانات الأليفة الأخرى.

## تاريخ
الإشارة الأولى إلى كلمة «بلدوغ» مؤرخة إلى عام 1631 أو 1632 في رسالة من رجل اسمه بريسويك إيتون حيث يكتب: «بروكوير لديه اثنين من البلدغ الجيدة، ودعهم يرسلون من قبل سفينة أولى». في عام 1666، طبق العالم الإنجليزي كريستوفر مررت: كليس بوغنإكس الجزارين الثور أو بير دوج، كإدخال في كتابه بينكس ريروم ناتوراليوم البريطانية.

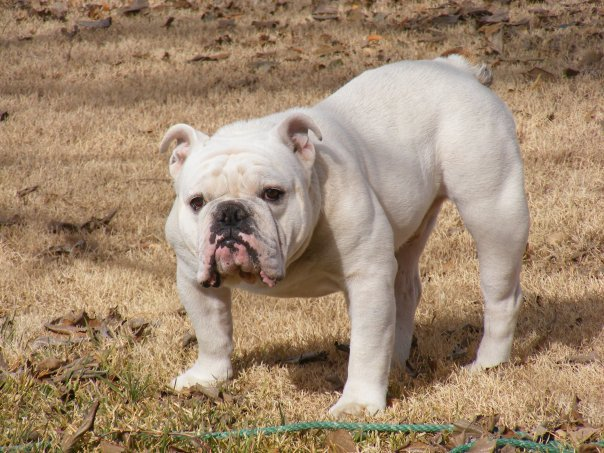
وقفة واسعة

تم تطبيق تسمية «الثور bull» بسبب استخدام الكلب في رياضة اصطياد الثيران. استلزم هذا وضع الكلاب (بعد وضع الرهانات على كل كلب) على ثور مقيد. فالكلب الذي يمسك بالثور من أنفه ويثبته على الأرض هو المنتصر. كان من الشائع أن يقوم الثور بتشويه أو قتل العديد من الكلاب في مثل هذا الحدث، إما عن طريق الجرح أو القذف أو الدوس عليها. على مر القرون، طورت الكلاب المستخدمة في اصطياد الثيران أجسامًا ممتلئة ورؤوسًا وفكينًا ضخمًا يميزان السلالة، بالإضافة إلى مزاج شرس وحشي. أصبح اصطياد الثيران غير قانوني في إنجلترا بموجب قانون القسوة على الحيوانات لعام 1835. وقد عدل هذا التشريع الحالي لحماية الحيوانات من سوء المعاملة وشمل (مثل «الماشية») الأفاعي والكلاب والبوم والحمير، بحيث أن عض الثيران وعض الدببة، وكذلك مصارعة الديوك، أصبح محظورا. لذلك لم يعد البلدغ الإنجليزي في إنجلترا حيوانًا رياضيًا وصارت أيام نشاطه أو «عمله» معدودة. ومع ذلك، فقد استخدم المهاجرون مثل هذه الكلاب في العالم الجديد. في منتصف القرن السابع عشر في نيويورك، تم استخدام بلدغ كجزء من جهود جولة على مستوى المدينة بقيادة الحاكم ريتشارد نيكولس. نظرًا لأن الانعطاف والثيران البرية الرائدة كانت خطيرة، فقد تم تدريب بلدغ على إمساك الثور من أنفه لفترة كافية لتثبيت حبل حول رقبته. تم الترويج باستمرار للبلدوج كحيوانات أليفة من قبل تاجر الكلاب بيل جورج.
على الرغم من النضج البطيء بحيث نادرًا ما يتحقق النمو لمدة عامين ونصف، فإن حياة بولدوج قصيرة نسبيًا. في سن الخامسة والسادسة، تبدأ علامات الشيخوخة في الظهور.